# Таїров Сеїт Меметович
Сеїт Меметович Таїров (25 квітня 1928, село Уркуста Кримської АРСР, тепер село Передове біля Севастополя — 4 жовтня 1989, Орджонікідзевський район Ташкентської області, тепер Узбекистан) — радянський узбецький діяч кримськотатарського походження, перший секретар Джиззацького обкому КП Узбекистану. Депутат Верховної ради СРСР 9-го скликання. Кандидат економічних наук. Герой Соціалістичної Праці (14.12.1972).

## Біографія
Народився в кримськотатарському селі Уркуста. У 1937 році його відправили в інтернат міста Сімферополя, де він навчався в 12-й татарській школі.
Під час німецько-радянської війни в 1943—1944 роках підлітком був прийнятий зв'язковим до радянського партизанського загону в Україні. У 1944 році разом з усіма кримськими татарами був висланий з Криму до Узбецької РСР.
З 1944 року працював обліковцем радгоспу, дільничним та районним інспектором Центрального статистичного управління (ЦСУ) в місті Янгіюль Янгіюльського району Ташкентської області.
Закінчив Ташкентський сільськогосподарський інститут, а згодом аспірантуру цього ж інституту.
Член КПРС з 1957 року.
У 1957—1973 роках — заступник голови виконавчого комітету Аккурганської районної ради депутатів трудящих; секретар, 2-й секретар, 1-й секретар Аккурганського районного комітету КП Узбекистану.
Указом Президії Верховної Ради СРСР від 14 грудня 1972 року за великі успіхи, досягнуті у збільшенні виробництва та продажу державі бавовни, зерна, інших продуктів землеробства, та виявлену трудову доблесть на збиранні врожаю Таїрову Сеїту Меметовичу присвоєно звання Героя Соціалістичної Праці з врученням ордена Леніна та золотої медалі «Серп та Молот».
З грудня 1973 до лютого 1974 року — голова організаціного бюро ЦК КП Узбекистану по Джиззацькій області.
У лютому 1974 — 1978 року — 1-й секретар Джиззацького обласного комітету КП Узбекистану.
З 1978 року — міністр лісового господарства Узбецької РСР.
Невдовзі був звільнений з цієї посади, виключений з лав партії і направлений на роботу економістом радгоспу імені Шредера в Кібрайському районі Ташкентської області. У 1983 році відновлений в членах КПРС, а через деякий час призначений директором Плодорозплідника в Кібрайському районі Ташкентській області. Працював на цій посаді до останніх днів життя.
Помер 4 жовтня 1989 року.

## Нагороди
- Герой Соціалістичної Праці (14.12.1972)
- два ордени Леніна (8.04.1971, 14.12.1972)
- орден Жовтневої Революції (14.02.1975)
- орден Трудового Червоного Прапора (1.03.1965)
- медалі